# Moita (Setúbal)
Moita is een plaats en gemeente in het Portugese district Setúbal.
De gemeente heeft een totale oppervlakte van 55 km² en telde 67.449 inwoners in 2001.